# János-hegyi-átjáró
A János-hegyi-átjáró dolomitban keletkezett átjáróbarlang, amely a Duna–Ipoly Nemzeti Parkban lévő Budai Tájvédelmi Körzetben, a János-hegy oldalában, Budapest XII. kerületében található. Turista útikalauzokban is ismertetve van.

## Leírás
A Szépjuhásznétól a János-hegyre vezető piros sáv turistajelzést követve kell elindulni a János-hegy irányába. Kétszer keresztezve a Jánoshegyi utat, amely egy aszfaltút, a harmadik keresztezésénél rá kell térni az aszfaltútra, amelyen balra kell menni. Az aszfaltúton haladva kb. 250 m-re, az út mellett, az út jobb oldalán, hegyoldalban lévő erdőben, a hegycsúcstól É-ra kb. 150 m-re találhatók a bejáratai. A második bejárat az első bejárattól és az aszfaltúttól néhány m-re, magasabban van, amelyet kijáratnak is neveznek. A János-hegy csúcsának közelében a piros sáv jelzésű turistaútról leágazó, piros barlang jelzésű, kb. 500 m hosszú turistaúton és a zöld háromszög jelzésű turistaútról induló, zöld barlang jelzésű, kb. 100 m hosszú turistaúton is elérhető.
A bejárat 455 m tengerszint feletti magasságban, a kijárat 458 m tengerszint feletti magasságban nyílik. Felső triász dolomitban alakult ki. É-ra néző, 2 m széles, 1,3 m magas, természetes jellegű, vízszintes tengelyirányú, felül ív alakban hajló bejárata többször irányt váltó és lankásan felfelé menő folyosóba vezet.
A négy m hosszú, 2 m széles és 1,5 m magas alsó szakasz vízszintesen DK-i irányba halad és végén kissé kibővülve egy 4 m hosszú, 1,5 m széles és átlagosan 3 m magas, D–DNy-i irányba terjedő, enyhén felfelé emelkedő középső szakaszba megy át. A folyosó itt újból kibővül és azután 4 m hosszan, K–ÉK-i irányba vezet kifelé.
A kijárat felé a folyosó 2 m-re kiszélesedik, mennyezete pedig 4,5 m magas, hegyes csúcsban végződő kupolává fejlődik, melyből két kis méretű ablakszerű lyuk a barlang feletti területre nyílik. A kijárat 1,7 m széles, 2 m magas, természetes jellegű, íves és négyszög alakú, vízszintes tengelyirányú, amelyből kilépve keskeny, rövid sétaúton az aszfaltútra lehet menni. Jellemző szelvénytípusa az alagút szelvénytípus. Kalcittelér és breccsazóna, valamint cseppkőbekérgezés és borsókő figyelhetők meg benne. 11,2 m vízszintes kiterjedése. A barlang nincs lezárva és szabadon látogatható. Barlangjáró alapfelszerelés nélkül, könnyen járható.
Előfordul a barlang az irodalmában Jánoshegyi-átjáró (Marosi 1959), Jánoshegyi átjáró (Kadić 1919), János-hegyi Átjáró-barlang (Szabó 1965), Jánoshegyi-átjáróbarlang (Kerekes 1944), János-hegyi barlang (Pápa 1966), Jánoshegyi barlang (Thirring 1900), János-hegyi-sziklaüreg (Gazda 2005) és Jánoshegyi sziklaüreg (Bertalan 1976) neveken is. 1976-ban volt először János-hegyi-átjárónak nevezve a barlang az irodalmában.

## Történet
Első említője Thirring Gusztáv volt, akinek 1900-ban megjelent könyvében az olvasható, hogy a barlang egyszerű sziklahasadék. 1919-ben Kadić Ottokár a Magyar Királyi Földtani Intézet megbízásából mérte fel a barlangot, majd készítette el a barlang alaprajz térképét, hosszmetszet térképét és 3 keresztmetszet térképét. A felmérésben Som Imre segédkezett neki. Az 1919. évi Barlangkutatásban publikált és Kadić Ottokár által írt jelentésben meg van említve, hogy a Pál-völgyi-barlang kutatásának befejezése után 1919-ben a többi, pál-völgyi és Budapest vidéki barlang, pl. a Jánoshegyi átjáró tanulmányozására és felmérésére került sor. A barlang felmérését a Pannonia Turistaegyesület Barlangkutató Szakosztály tagjai (Frölich Árpád, Bagyura János, Jilek Antal, Som Imre, Ruzitcska Gyula, Pürner József, Frei Hermán és mások) segítették. A barlangban a kutatás be van fejezve. A jelentésből az is megtudható, hogy a közismert sziklaüreg 17 m hosszú. A János-hegy ÉNy-i lejtőjén sétálásra kialakított aszfaltút mellett helyezkedik el. Dolomitban kialakult, többször irányt váltó, lankásan haladó, kétnyílású folyosó és nem alkalmas ásatásra. Az alsó bejárat az aszfaltút mellett, a felső bejárat kicsit feljebb található.

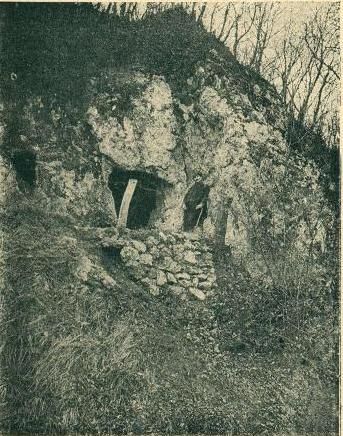
Bekey Imre Gábor fényképe a János-hegyi-átjáró bejáratáról

Az 1919. évi Barlangkutatásban lévő, Scholtz Pál Kornél beszámoló alapján Kadić Ottokárt Lóczy Lajos bízta meg, hogy a Budai-hegység barlangjait felmérje és ebben a munkában a Pannónia Turista-Egyesület Barlangkutató Szakosztálya támogatta Kadić Ottokárt. A távolabbi barlangok közül a Jánoshegyi átjáró is fel lett mérve. A Természet 1920. évi évfolyamában lévő, A pálvölgyi cseppkő-barlang Budapest határában című tanulmányban szó van arról, hogy a Budai-hegységet látogató kirándulók minden bizonnyal ismerik a János-hegy oldalában, a sétaút mellett fekvő, alagútszerű jános-hegyi sziklaüreget. Ez a barlang kisebbfajta üreg, amelynek nincs hosszú folyosója, tág terme és cseppköves díszítése, amik más, ismertebb barlangokban láthatók.
A Természet 1920. évi évfolyamában látott napvilágot a barlang részletes leírása, amelyet Kadić Ottokár írt. Ebben, A jánoshegyi átjáró a budai hegységben című tanulmányban szó van arról, hogy a barlang a János-hegy ÉNy-i lejtőjén, az ott lévő kocsiút mellett nyílik. Legkönnyebben úgy található meg, hogy a János-hegy túlsó oldalán lévő vendéglőtől az említett kocsiúton ÉNy-i irányban elindulva és a hegyet körbejárva az út DK-i szakaszán addig kell menni, amíg az átjáró alsó nyílása, vagy bejárata jobbra, az út melletti sziklacsoportban észrevehető. A Bejárat 2 m széles, 1,8 m magas, felül íves és É-ra néz, amely néhányszor irányt változtató, lankásan felfelé vezető Folyosóban folytatódik. Az alsó szakasz 4 m hosszú, 2 m széles, 1,5 m magas és vízszintesen halad DK-i irányba. Végén kissé bővülve megy át a középső szakaszba, amely 4 m hosszú, 1,5 m széles, átlag 3 m magas, D–DNy-i irányba terjed és enyhén emelkedik. A Folyosó itt megint tág lesz és azután K–ÉK-i irányba 4 m hosszan vezet ki a barlangból. A Folyosó 2 m-esre szélesedik és mennyezete 4,5 m magas, hegyes csúcsban végződő kupolává válik a kijárat felé. A kupolából a barlang feletti felszínre nyílik két kicsi és ablakszerű lyuk.
A Kijárat 2 m széles és 2 m magas, amelyből kilépve keskeny és rövid ösvényen lehet a kocsiútra menni. A 14 m hosszú barlang alja csupasz szikla és ezért ásatásra alkalmatlan. A bejárat és kijárat közötti magasságkülönbség 2,4 m. Vizsgálatai alapján természetes eredetű. A barlang nagyon mállott dolomitban három, a folyosó irányaival megegyező repedés mentén alakult ki. Mesterséges eredetre utaló jeleket nem fedezett fel benne. A Budai-hegység dolomitjában lévő üreg és arra bizonyíték létezése, hogy barlangok nemcsak mészkőben, hanem dolomitban is keletkezhettek. Azokhoz a ritkán előforduló sziklaüregekhez tartozik, amelyeknek két nyílása, egy bejárata és egy kijárata van.
Leghelyesebb, ha ez a barlangtípus átjárónak van nevezve a német Durchgang szó alapján. Ennek a sziklaüregnek még nem volt határozott földrajzi neve és ezért jánoshegyi átjáró néven ismertette. Som Imre segített neki felmérni az átjárót. A tanulmányhoz mellékelve lettek a barlang 1919-ben készített térképei és egy Bekey Imre Gábor által készített fénykép, amelyen a bejárat figyelhető meg. A barlang forgalmas sétaút mellett helyezkedik el és majdnem közismert, de mégsem található az irodalomban feljegyzés erről a barlangról a Thirring Gusztáv által írt útikalauzban lévő rövid említésen kívül. 1919 augusztusában emiatt kutatta át és ismertette Kadić Ottokár.
Az 1920-ban kiadott, Budapest Duna-jobbparti környéke című kiadványban az olvasható, hogy kocsiút melletti dolomitsziklában található a Jánoshegyi barlang (átjáró), amelynek ÉNy-ra tekintő, ívalakú bejárata lankásan emelkedő, keskeny, 16 m hosszú, átlag 3 m magas folyosóba vezet, amely többször irányt változtat. Ez a folyosó némileg kiszélesedik felső részén, mennyezete pedig hegyes, magas csúcsban végződő boltozattá alakul. Ebből a végső részből a hegy tetejére nyílik két lyuk, amelyek ablakszerűek és kicsik. A felső nyílásból kilépve rövid sétányra lehet jutni, amely levezet a kocsiútra.

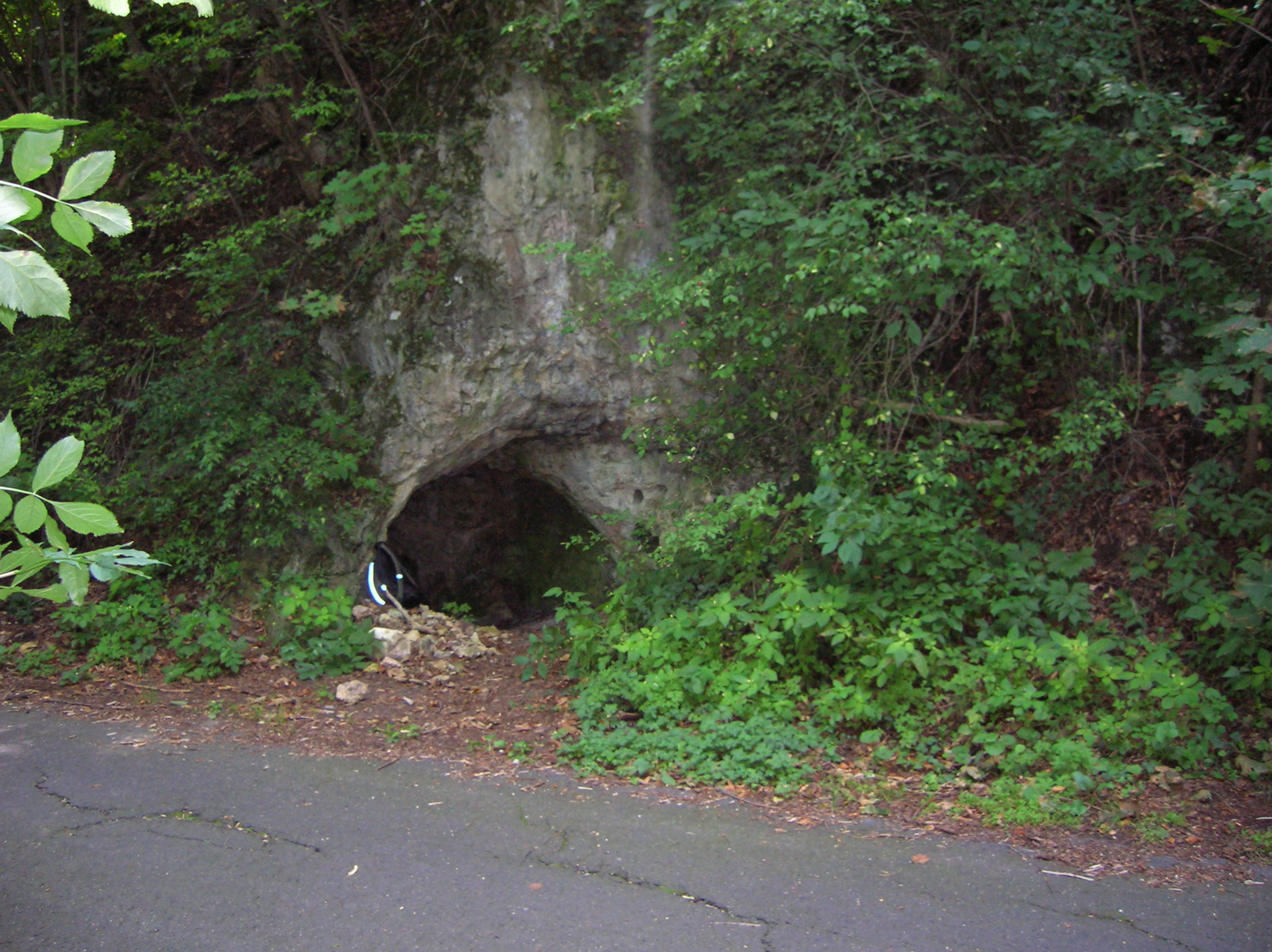
A János-hegyi-átjáró bejárata

Az 1920. évi Barlangkutatás 1–4. füzetében lévő könyvismertetésben, amely a Budapest Duna-jobbparti környéke című könyvről szól, említve van, hogy a könyvben le van írva a Jánoshegyi átjáró. Ebben a füzetben lett ismertetve Kadić Ottokárnak a barlangról szóló és A Természetben közölt tanulmánya. Az ismertetés szerint a Budai-hegység dolomitjában található üregek fontos bizonyítékok annak a régi nézetnek a megcáfolására, hogy nem karsztalkotó kőzet a dolomit. Kadić Ottokár a cikkben bemutatta a János-hegy nagyon mállott dolomitjában lévő sziklaüreget. A barlang ritka barlangtípusba tartozik, mert két nyílása, egy bejárata és egy kijárata van. Ezért kapta az üreg a jánoshegyi átjáró nevet. A szakszerű elnevezés hasznos volt a barlangtani szakkifejezések szempontjából. Régészeti és őslénytani szempontból jelentéktelen.
A Pannónia Turista Egyesület Barlangkutató Szakosztálya az 1920. évi irodalmi tevékenységéhez sorolta azt, hogy Kadić Ottokár tanulmányt írt az átjáróról. Az 1921. évi Turisták Lapjában publikálva lett, hogy Kadić Ottokár beszámolt a fővárosi barlang kutatásáról az 1919. évi Barlangkutatásban. Az 1923-ban megjelent, Budai hegyek részletes kalauza és térképe című kiadvány szerint a 16 m hosszú barlang ÉNy-ra néző alsó bejárata ív alakú, amely többször irányt változtató, átlagosan 3 m magas, keskeny és lankásan felfelé menő folyosóba vezet. A folyosó felső része kissé kiszélesedik, mennyezete pedig magas, hegyes csúcsban végződő boltozattá válik. Végéből két kicsi, ablakszerű lyuk nyílik a felszínre.

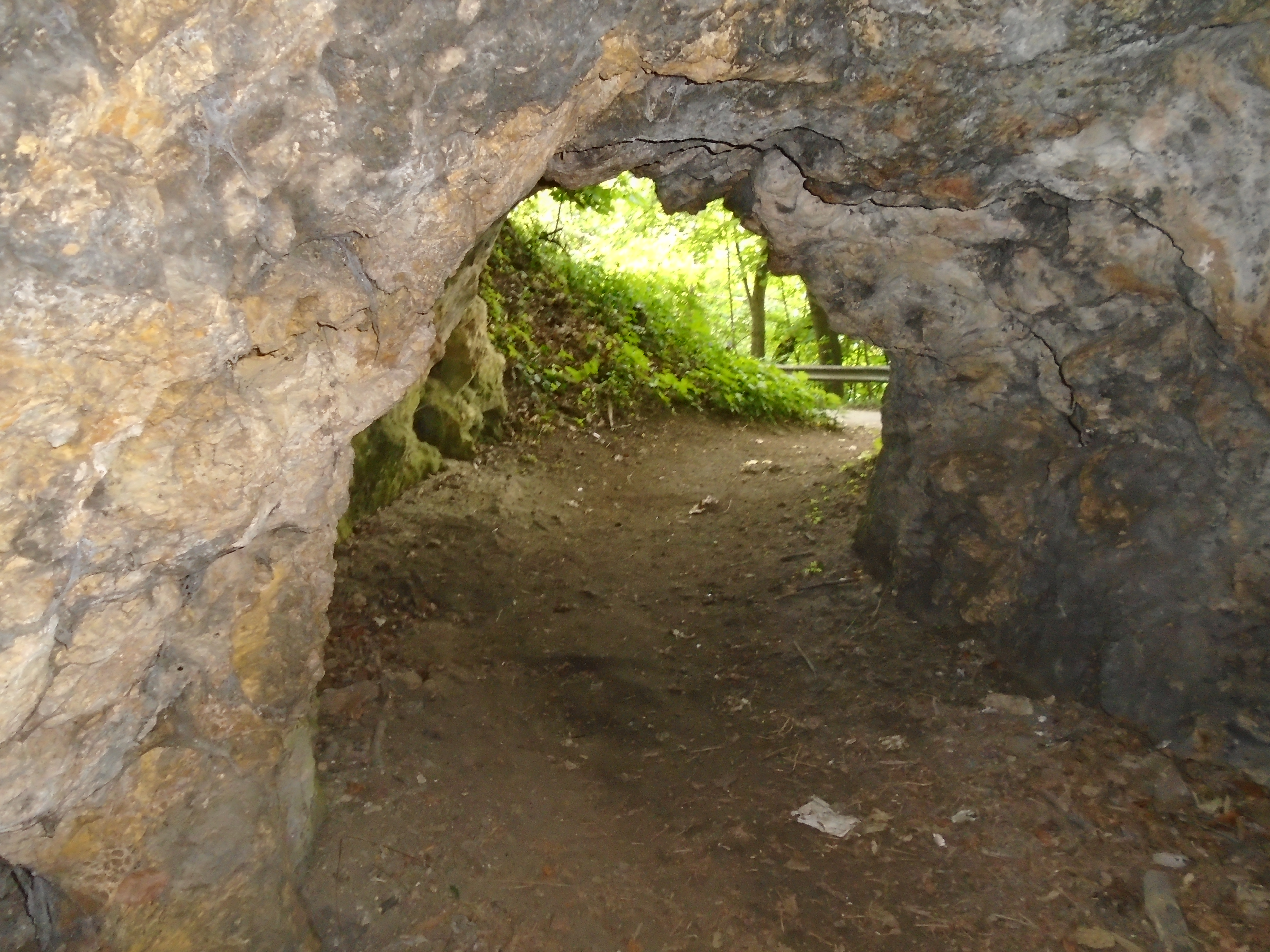
A János-hegyi-átjáró bejárata

Az 1924-ben kiadott, A táborhegyi sziklaüreg Óbuda fölött című tanulmányban az van írva, hogy az 1920. évi A Természet folyóiratban ismertetve lett a barlang és akkor közölte, hogy nemcsak mészkőben, hanem dolomitban is képződhetnek barlangok. A barlang kialakulása arra bizonyíték, hogy dolomitban is kialakulhatnak barlangok. Az 1924-ben megjelent, Budapest Duna-jobbparti környéke című kiadványban meg van ismételve az 1920-ban publikált könyv Jánoshegyi barlangot bemutató része. Az 1931-ben napvilágot látott és Kadić Ottokár által írt, Budapest – barlangváros című cikkben az olvasható, hogy az Erzsébet-kilátó alatt lévő barlang a főváros területén található, de távol van Budapest központjától. A barlang kutatása és felmérése megtörtént, de ásatása és turista szempontból történő rendezése még várat magára. Az 1934-ben megjelent, Budai hegyek részletes kalauza című könyvben található egy ismertetés a barlangról. Az 1935. évi Erdészeti Lapokban kiadott írás szerint, amely a Kadić Ottokár által írt részletes tanulmányon alapult, a János-hegy ÉNy-i lejtőjén van, kétnyílású, 17 m hosszú folyosó és nem érdemes ásatást végezni benne.
Az 1937–1938. évi Pedagógiai Szemináriumban publikált és Strömpl Gábor által írt dolgozat szerint a János-hegy csúcsára vezető kanyargó sétaúton útba ejthető a barlang. A János-hegy kőzete triász mészkő és ezért is van az ÉK-i oldalában egy barlang. Az 1938. évi Barlangvilágban lévő és Kadić Ottokár által írt tanulmányban az átjáró barlangtípus példájaként meg van említve a Jánoshegyi átjáró. 1943-ban a főváros elfogadta az Országos Természetvédelmi Tanács javaslatát, hogy a hegy ÉNy-i lejtőjén lévő átjáróbarlang természetes állapotban legyen hagyva. Az 1943. június 4-i Országjárásban kiadott cikkben az olvasható, hogy a hegy ÉNy-i lejtőjén található sziklaüreget természetes állapotban tartják meg. Az 1944. évi Földrajzi Zsebkönyvben meg van említve, hogy a Jánoshegyi-átjáróbarlang hévizes eredetű.

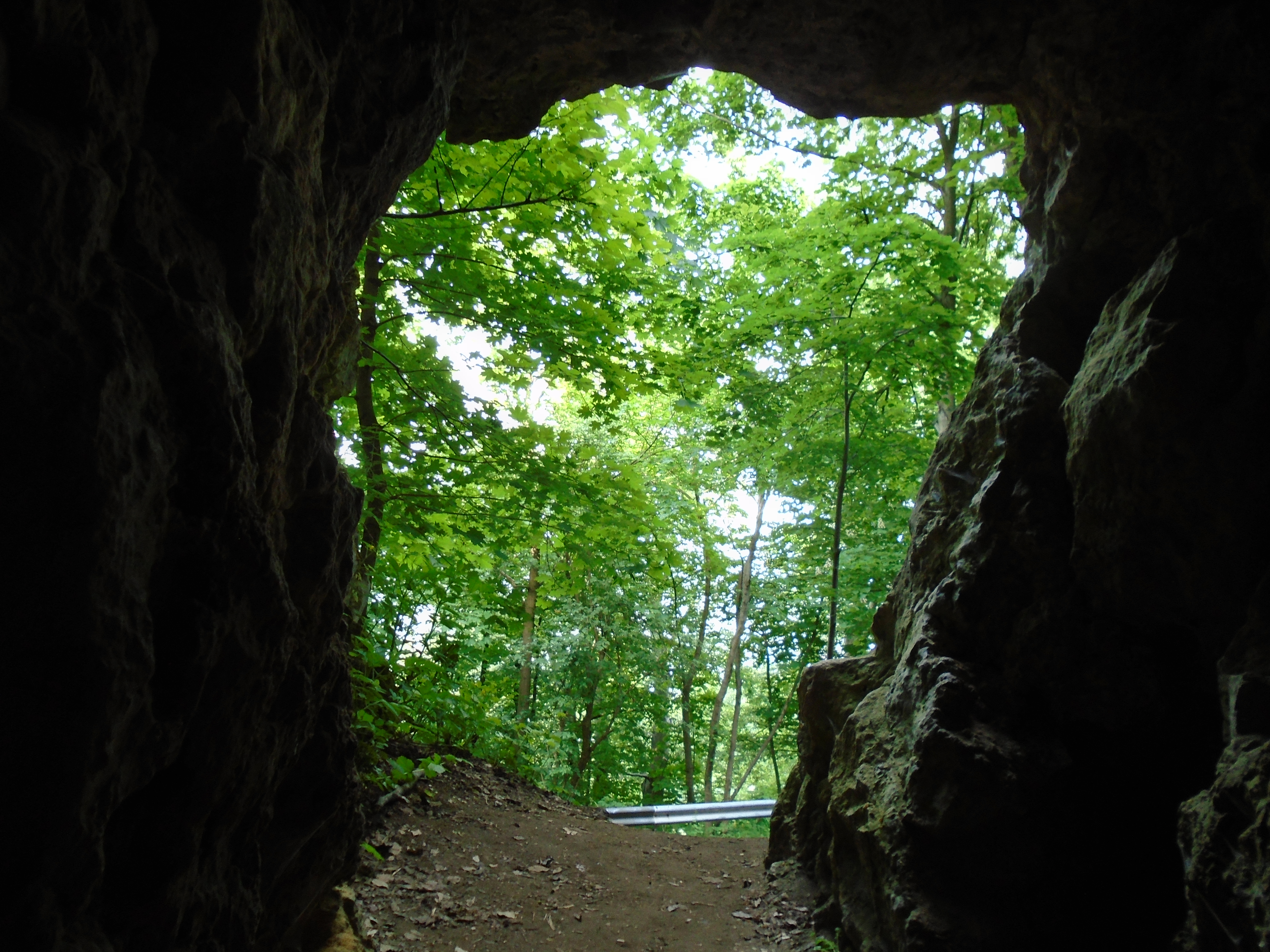
A János-hegyi-átjáró kijárata

Kadić Ottokár 1952-ben befejezett kéziratában össze lett foglalva a barlang kutatástörténete és le van írva a barlang Kadić Ottokárnak az 1920-ban publikált tanulmányában szereplő leírás ismétlésével. A kézirat barlangra vonatkozó része 4 irodalmi mű alapján lett írva. Az 1954-ben megjelent, Páli Tivadar által írt útikalauzban meg van említve a barlang. Az 1957. évi Földrajzi Értesítőben napvilágot látott és Leél-Őssy Sándor által írt tanulmány szerint a János-hegy csúcsa alatt, a hegy Ny-i oldalán található és dolomitban keletkezett. Helyszínrajzon be van jelölve a helye.
Az 1957-ben kiadott, Budai hegyek útikalauz című könyvben az van írva, hogy a barlang, azaz átjáró az útmenti dolomitsziklában lévő üreg, amelynek íves és ÉNy-ra néző nyílása többször irányt változtató, 16 m hosszú, átlag 3 m magas, keskeny és enyhén emelkedő folyosóba vezet. A folyosó felső része széles, mennyezete pedig magas és hegyes csúcsban végződő kürtővé alakult. Ebből az utolsó részből két kis, ablakszerű lyuk nyílik a hegy tetejére. A felső nyílásból kilépve rövid sétányra lehet jutni, amely levezet a kocsiútra. Az 1958-ban napvilágot látott, Budapest természeti képe című könyvben szó van arról, hogy a János-hegy Ny-i oldalán alakult ki a hévizes keletkezésű János-hegyi-átjáró, amely néhány méter hosszú átmenőbarlang.
Az 1959-ben megjelent, Budapest természeti földrajza című könyvben szó van arról, hogy a könyvben ismertetett, Budán lévő fontosabb és érdekesebb barlangokon kívül van még néhány tucat, kicsi, jelentéktelen üreg a Budai-hegységben. Ezek közül valószínűleg hévizes eredetű a Jánoshegyi-átjáró, az óbudai Kecske-hegy és Felső-Kecske-hegy, illetve a Mátyás-hegy nagy kőfejtőjének üregei, a Csiki-hegyekben (Odvas-hegy, Kecske-hegy) fekvő kisebb üregek, az Apáthy-szikla és a máriaremetei kőfejtő üregei, továbbá a Hosszúerdő-hegyi-barlang. Ezeknek némelyike részben mesterséges eredetű. A Jánoshegyi-átjáró a János-hegyen lévő Erzsébet-kilátótól kissé Ny-ra fekszik.
1964-ben a Fővárosi Tanács Barlangkutató és Könnyűbúvár Csoportjának tagjai sikeresen kutattak a barlangban. Az alsó bejárat közelében, ahol a barlang mennyezete nagyon meredeken ívelt alá és természetellenesen magas lett a járat talpszintje, kutatóárkot mélyítettek a barlang aljába, mert úgy gondolták, hogy azon a helyen lejtős, vagy függőleges akna indul lefelé. A kiásott lyuk kb. 1 m mély volt és benne mikropikkelyes, kétökölnyi, tömör szövetű hematitrögöt találtak, amelynek vastartalma kb. 90%-os volt. Ilyen minőségű ércrögöt még a Bátori-barlangban sem találtak. A kutatást abba kellett hagyni, mivel a kitermelt meddőt nem tudták hova rakni az aszfaltút közelsége miatt. Ennek a járatnak teljes feltárása ezért későbbi feladat lesz. A kutatás során sok fúrónyomot találtak, amelyeknek nagysága és alakja azonos a Bátori-barlangban találtakkal és megállapították, hogy a barlang bánya volt. Az 1964. évi kutatásról az 1965. évi Karszt- és Barlangkutatási Tájékoztatóban jelent meg két jelentés.

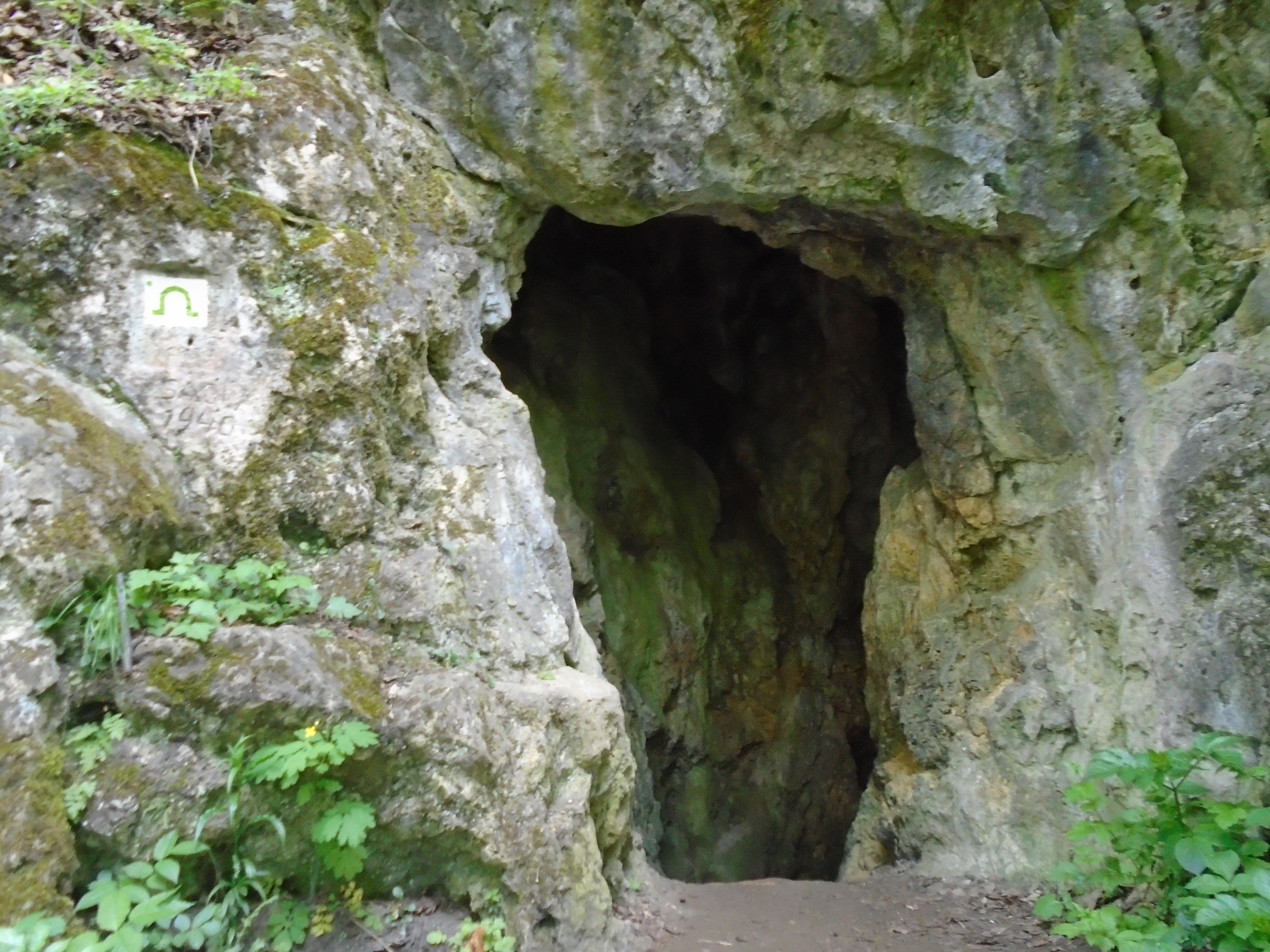
A János-hegyi-átjáró kijárata

Az 1973-ban kiadott, A rejtélyes Bátori-barlang című könyvben az olvasható, hogy a János-hegyi-átjáró 15 m hosszú. Vajna Györgyék észrevették, hogy a falakon jól látható vésésnyomok figyelhetők meg, amelyek ugyanolyan profilú vésőtől származnak, amilyen a Bátori-barlang falán is néhány helyen nyomot hagyott. A Bertalan Károly és Schőnviszky László által összeállított, 1976-ban megjelent Magyar barlangtani bibliográfia barlangnévmutatójában meg van említve a Budai-hegységben lévő barlang János-hegyi-átjáró néven. A barlangnévmutatóban fel van sorolva 9 irodalmi mű, amelyek foglalkoznak a barlanggal.
A Bertalan Károly által írt és 1976-ban befejezett kézirat szerint a Jánoshegyi átjáró, másik nevén Jánoshegyi sziklaüreg Budapest XII. kerületében, a János-hegy ÉK-i oldalán, a csúcstól kb. 100 m-re található. A 17 m hosszú és 3 m mély barlangnak két bejárata van, amelyek nincsenek lezárva és nincs szükség lezárásukra. Dolomitban keletkezett, valószínűleg hévizes eredetű és lehet, hogy mesterségesen bővítve lett. A kirándulások változatosabbá tehetők érintésével és elképzelhető, hogy bányászattörténeti jelentőségű. A kézirat barlangra vonatkozó része 1 irodalmi mű alapján lett összeállítva.
Az 1982-ben napvilágot látott, Budai-hegység útikalauzban le van írva és a leírás szerint 16 m hosszú és lehetséges, hogy hévizes eredetű, de mai formáját a falon látható sok vésőnyomból ítélve emberi kéz alakította ki. Az 1984-ben megjelent, Magyarország barlangjai című könyv országos barlanglistájában szerepel a Budai-hegységben lévő barlang János-hegyi-átjáró néven Jánoshegyi sziklaüreg és Jánoshegyi barlang névváltozatokkal. A listához kapcsolódóan látható a Dunazug-hegység barlangjainak földrajzi elhelyezkedését bemutató 1:500 000-es méretarányú térképen a barlang földrajzi elhelyezkedése. A barlang 2005-ben készült nyilvántartólapja szerint a részletesen felmért barlang 18 m hosszú, 7,42 m függőleges kiterjedésű, 4 m magas, 3,42 m mély és vízszintes kiterjedése 11,2 m. Tektonikus repedés mentén kifagyásos kőzetaprózódás és korrózió hatására jött létre. 2005. február 19-én Gazda Attila szerkesztette meg a barlang alaprajz térképét és 3 keresztmetszet térképét. A térképek elkészítéséhez Gazda Attila mérte fel a barlangot. A térképlapon jelölve van az É-i irány. Az alaprajz térképen látszik a 3 keresztmetszet elhelyezkedése a barlangban.

## További irodalom
- Eperjessy István: Zugliget és vidéke. Budapest, 1906. 45. old.
- Pápa Miklós: Budai hegyek útikalauz. Budapest, 1956. 22. old.
- Pápa Miklós: Budai-hegység útikalauz. Budapest, Sport, 1966. 142., 260. old.
- –: Budai hegyek. (Turistatérkép.) Mérték 1:25 000. Tervezte és kiadja a M. kir. Állami Térképészeti Intézet, Budapest, 1936. (Kirándulók térképe 1. sz.)
- –: Új cseppkőbarlangot fedeztek fel a pelsőci Naphegyen. Magyar Futár, 1943. (3. évf.) 36. sz.